# Fajanse belwederskie

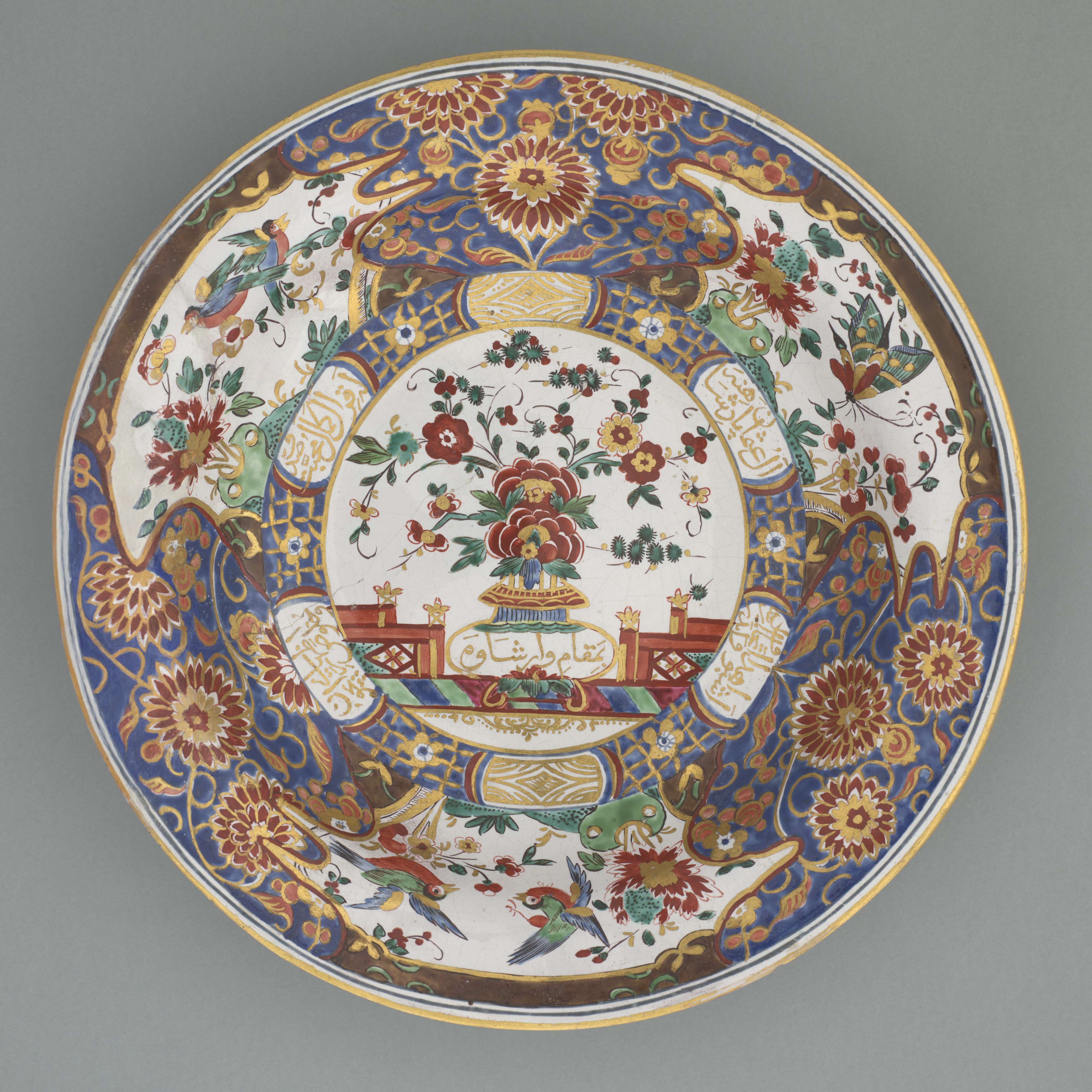
Talerz z serwisu sułtańskiego. Muzeum Narodowe w Krakowie

Fajanse belwederskie – fajansowe naczynia produkowane w Królewskiej Fabryce Farfurowej (farfurni) w Belwederze w latach 1770–1780.

## Historia
Początki królewskiej farfurni w Belwederze związane są z próbą uruchomienia przez króla Stanisława Augusta manufaktury porcelany. W tym celu w 1768 zawarł on umowę z pochodzącym z Bawarii baronem Franciszkiem Józefem Schütterem, który miał znać sekret wyrobu porcelany, i wyposażony w królewskie fundusze zobowiązał się do uruchomienia wytwórni. O tym, że na jej siedzibę wybrano Belweder, zdecydowało znalezienie glinki kaolinowej na pobliskim Mokotowie. Próby wytworzenia porcelany przez Schüttera zakończyły się jednak fiaskiem, w związku z czym za radą Augusta Moszyńskiego zdecydowano o podjęciu produkcji fajansu. Pomimo niepowodzenia w wytworzeniu porcelany kierownictwo przedsiębiorstwa, które rozpoczęło działanie w 1770, król powierzył Schütterowi.
Fajanse belwederskie nie były najwyższej jakości, ale na wysokim poziomie stała ich dekoracja, obecnie uznawana za jedną z najpiękniejszych w Europie. Inspirowano się fajansami holenderskimi, porcelaną chińską i japońską oraz miśnieńską. Najsłynniejszym dziełem manufaktury jest tzw. serwis sułtański, przesłany w 1777 przez króla sułtanowi Abdülhamidowi, o niezwykle efektownej dekoracji w stylu imari. Do najlepszych wyrobów zalicza się również bogato zdobione wazony, z których wiele wykonano na zamówienie króla jako wyposażenie jego rezydencji bądź reprezentacyjne prezenty. Te ekskluzywne naczynia, które przechowały się w prywatnych i publicznych kolekcjach, stanowiły jednak jedynie ułamek produkcji manufaktury, która w samym 1778 wykonała 45 tys. różnych wyrobów, w ogromnej większości zwykłych fajansów użytkowych. Były to m.in. fajanse stołowe, przybory toaletowe, naczynia apteczne, lichtarze czy kałamarze.
Pomimo rozwoju produkcji królewska farfurnia pozostała przedsięwzięciem niedochodowym, trudno jej bowiem było konkurować z lepszej jakości fajansami angielskimi. Utrzymywała się ona jedynie dzięki ciągłemu dokładaniu pieniędzy przez króla. W 1779 wytwórni przybyła nowa konkurencja w postaci farfurni założonej na Bielinie przez Bernardiego i Wolffa. W 1780 zaprzestano produkcji, zaś w 1783 manufaktura została ostatecznie zlikwidowana. Pracowników, urządzenia, modele i półfabrykaty królewskiej farfurni przejęła manufaktura Wolffa.

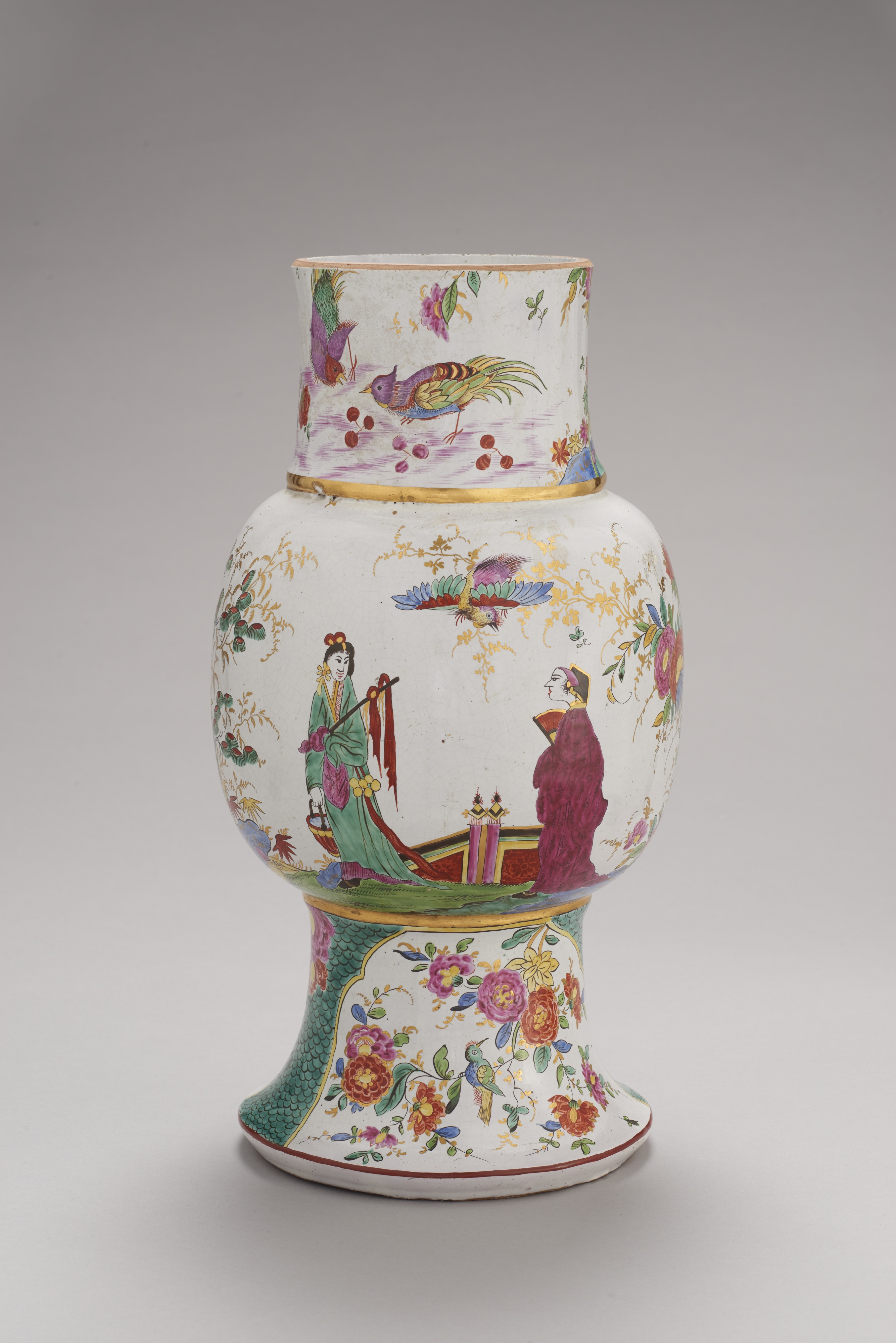
Wazon z dekoracją w stylu chinoiserie. Muzeum Warszawy
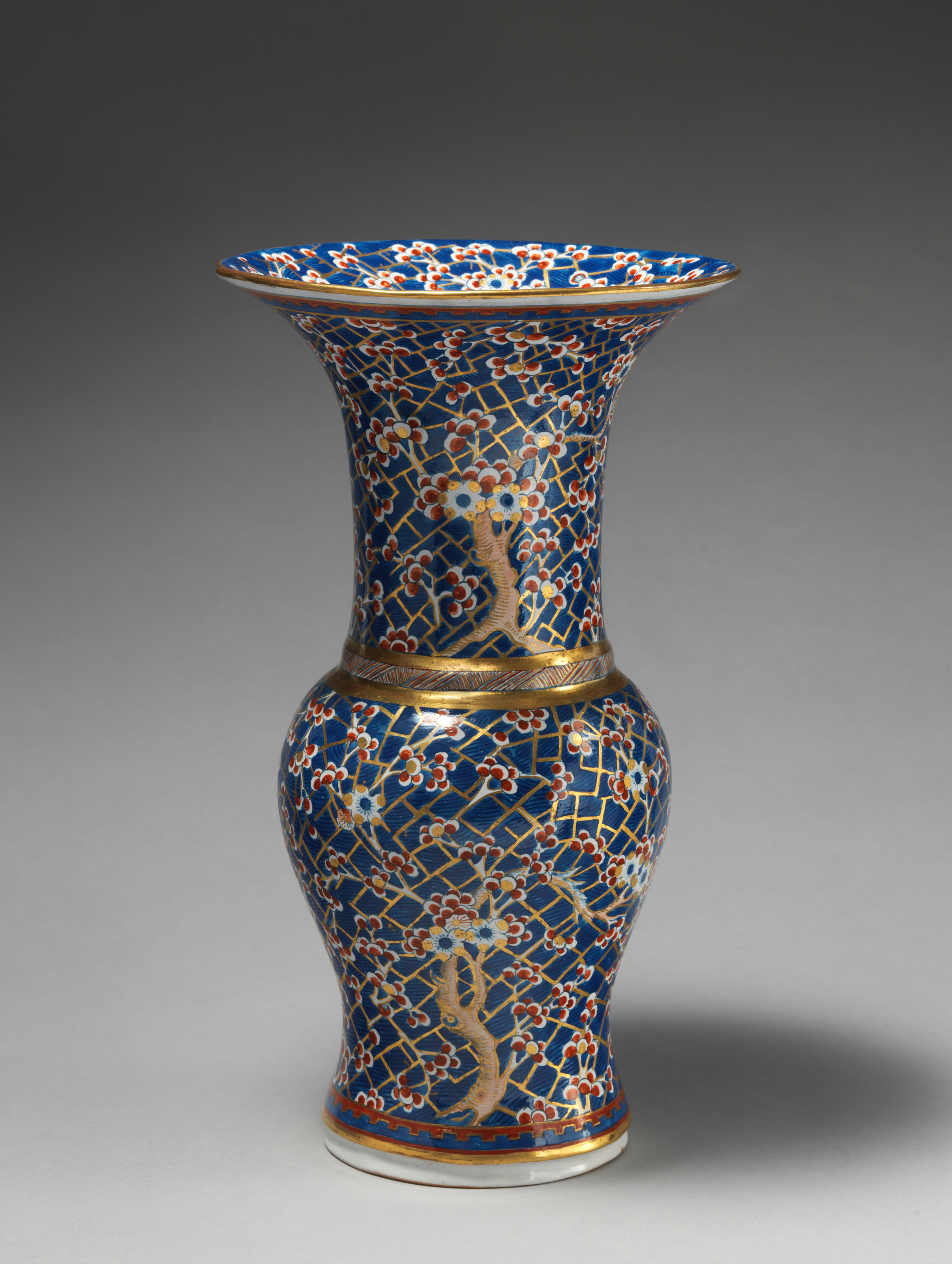
Wazon dekoracyjny. Metropolitan Museum of Art
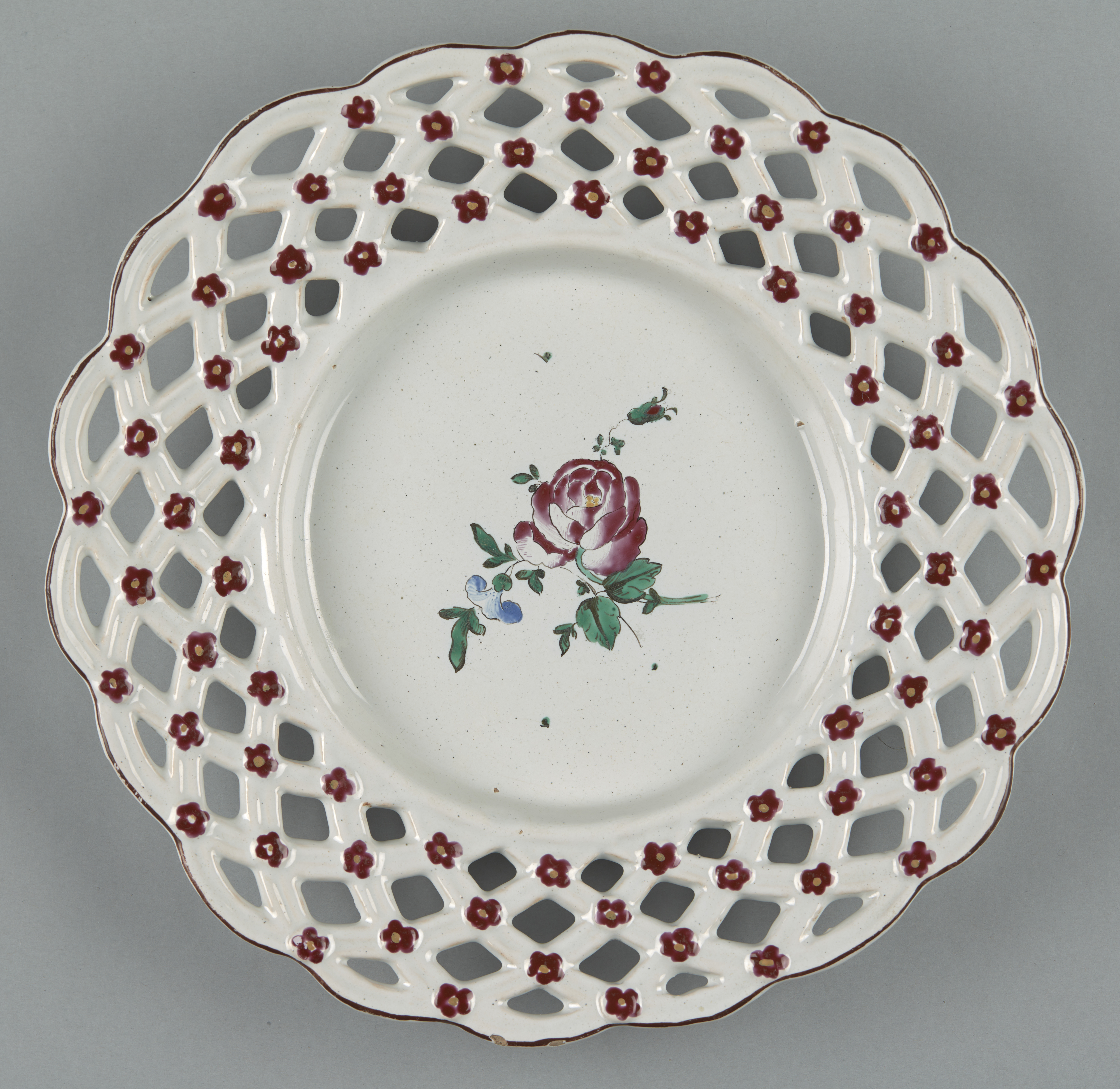
Talerz. Muzeum Narodowe w Krakowie
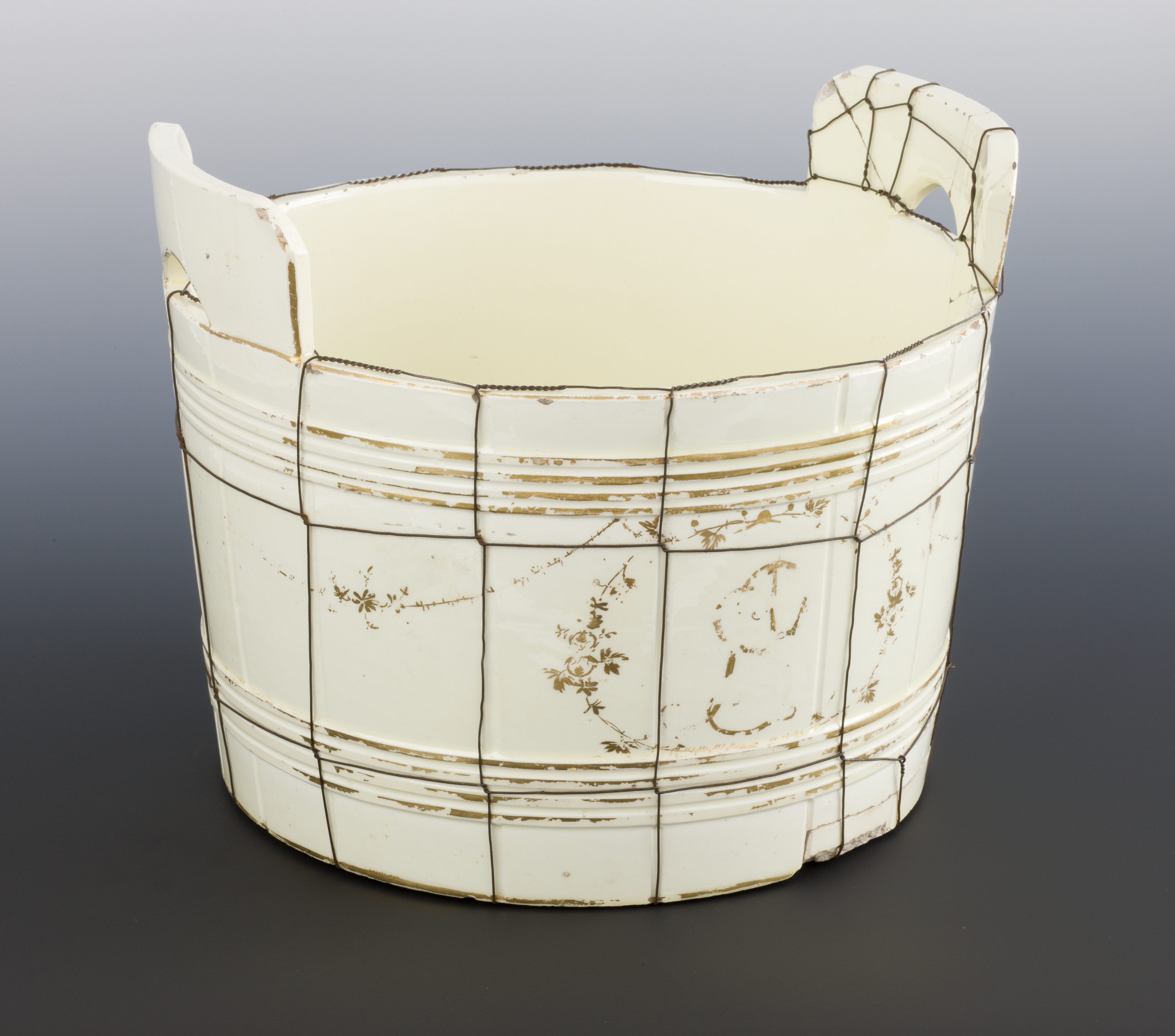
Pozłacany cebrzyk. Muzeum Narodowe w Krakowie